# Constança de Viena
Constància o Constança, nascuda al voltant de l'any 920, morta entre 963 i 966 va ser comtessa de Provença per matrimoni i possible comtessa de Viena

## Una filiació mal coneguda
La seva filiació no és ben coneguda i l'abat Maurice Chaume fou el primer a posar en evidència que el nom d'aquesta última estava relacionat amb el comte de Viena Carles Constantí de Viena. Va citar altres indicis que no es van revelar prou convincents llavors, però considerar Carles Constantí, comte de Viena, com el pare de Constància (més que el seu germà) continua sent la millor hipòtesi de la filiació d'aquesta.
Certs investigadors han pensat que era germana de Carles Constantí, però Guillem I l'Alliberador, el seu fill, havent nascut cap a 950-955, ella no hauria pogut néixer abans de 910-915. Ara bé la mare de Carles Constantí, que ha transmès els noms de Constància i Constantí, va morir el 903. És veritat que Constància podria ser una neboda de Carles Constantí, però és molt improbable que aquest últim hagi tingut una germana o un germanastre (brevetat del matrimoni dels pares i absència en les fonts).

## Matrimoni i fills
Es va casar abans de 942, o més probablement cap a 945- 948, amb Bosó II de Provença o Bosó II d'Arle (928 † 968), comte d'Arle i va tenir dos fills:
- Rotbald o Ratbold († 1008) comte de Provença a Avinyó
- Guillem dit l'Alliberador (†993), nascut vers 950 i mort després del 29 d'agost de 993, comte d'Arle i de Provença després marquès de Provença el 975. Fou pare de Constança d'Arle esposa del rei Robert II de França.